# مشعل العنزی (بازیکن فوتبال، زاده ۱۹۷۲)
مشعل العنزی (عربی: مشعل العنزي؛ زادهٔ ۲۶ ژانویهٔ ۱۹۷۲) بازیکن فوتبال اهل کویت بود.
وی همچنین در تیم ملی فوتبال کویت بازی کرده‌است.